# 박해수 (시인)
박해수(朴海水, 1948년 1월 14일~2015년 1월 21일)는 대한민국의 시인이다. 1974년 《한국문학》에 「바다에 누워」가 당선되며 등단했다.

## 경력
- 대구 아리란 보존협회 회장
- 한국문인협회 대구지회 사무국장 회장
- 대구 카톨릭문인회장
- 고모령철도문화예술원 원장
- 국제펜클럽 회원
- 한국어문학회 회원[2]

## 작품
- 『바다에 누워』(심상사, 1978)
- 『서있는 바다』(심상사, 1986)
- 『걸어서 하늘까지』(문학세계사, 1989)
- 『스물의 화약냄새: 한줌 재로 남아 훨훨 날아갈 아픔의 파편들』(오늘, 1990)
- 『자유꽃』(오늘, 1990)
- 『별 속에 사람이 산다』(일봉, 1992)
- 『사람이 아름다워』(한국문연, 2000)
- 『죽도록 외로우면 기차를 타라』(북랜드, 2002)
- 『기차가 네 몸속으로 들어갔다』(북랜드, 2005)
- 『종각역』(문예운동사, 2010)
- 『곡선의 아름다움, 직선의 부드러움』(문예운동사, 2011)
- 『맨발로 하늘까지』(온북스, 2014)[2]

## 수상 내역
- 1974년 제1회 한국문학 신인상
- 1992년 제10회 대구문학상
- 2010년 대한민국 향토문학상[2]